# Aurimas Adomaitis
Aurimas Adomaitis (* 5. April 1987 in Kaunas) ist ein litauischer Basketballspieler.

## Laufbahn
Der aus Kaunas stammende Adomaitis spielte in seiner Heimatstadt an der Basketballschule „Žalgiris-Sabonio mokykla“ und schaffte den Sprung in die Jugendnationalmannschaft Litauens. In der Saison 2005/06 spielte er in den Vereinigten Staaten an der Roanoke Catholic High School im Bundesstaat Virginia und erzielte dort im Schnitt 11,8 Punkte und 9,8 Rebounds pro Partie. Er blieb in den USA, spielte von 2006 bis 2009 an der Long Island University Brooklyn Campus und absolvierte dort ein Wirtschaftsstudium. Er bestritt 83 Spiele für die Mannschaft der „LIU-Brooklyn“, dabei erzielte der 2,05 Meter große Innenspieler im Mittel 4,8 Punkte und 3,1 Rebounds je Begegnung.
Zwischen 2009 und 2012 stand Adomaitis jeweils ein Spieljahr lang in Diensten der litauischen Erstligisten Alytaus Alytus, Utenos Juventus und Kėdainių Nevėžis. Er wechselte nach Deutschland und verstärkte in der Saison 2012/13 die Mannschaft von Science City Jena in der 2. Bundesliga ProA. Dort verbuchte er im Durchschnitt 9,7 Punkte und 6,2 Rebounds pro Spiel.
Zu Beginn der Saison 2013/14 stand der Litauer beim französischen Drittligisten Saint-Brieuc Basket unter Vertrag, im November 2013 kam es zur Trennung zwischen Adomaitis und dem Verein. Er kehrte in sein Heimatland zurück und verstärkte wieder den Erstligisten Kėdainių Nevėžis, ehe er im Dezember 2014 zum deutschen Regionalligaverein BC Erfurt wechselte. Für Erfurt stand er bis zum Saisonende 2014/15 in 15 Regionalligapartien auf dem Feld und erzielte im Schnitt 16,9 Punkten und 12,6 Rebounds.
Nach einem Abstecher in sein Heimatland wechselte er am Jahresende 2015 zum SC Rist Wedel in die 2. Bundesliga ProB. In Wedel wurde er auch beruflich tätig. Er spielte bis 2022 für Rist Wedel.